# Pulchérie
Pour les articles homonymes, voir Pulchérie (homonymie).
Pulchérie (en latin : Aelia Pulcheria), née à Constantinople le 19 janvier 399, et morte le 11 novembre 453, est régente byzantine, puis impératrice byzantine. Elle est aussi une sainte des Églises chrétiennes.

## Biographie
Régente byzantine, Pulchérie est la fille de Flavius Arcadius et d'Eudoxie et la sœur de Théodose II. Elle a deux ans de plus que son frère, et en 414 est nommée Augusta et tutrice de Théodose II pour remplacer le patrice et préfet du prétoire Anthémius qui gouvernait depuis la mort d'Arcadius (408).
D'un caractère profondément dévot, avec une tendance despotique, Pulchérie fait vœu de virginité et fait régner à la cour une ferveur quasi-monacale et, profitant du caractère faible de son frère, assume l'essentiel du pouvoir. Qualifiée d'autoritaire, d'intrigante et de dévote, ce sera  elle qui choisira l'épouse de son frère : Eudoxie, fille d'un rhéteur d'Athènes. Elle met en place des mesures anti-païennes et anti-juives qui provoquent des excès en Égypte à l'initiative du patriarche Cyrille d'Alexandrie à l'occasion de pogroms et autres scènes sanglantes, au cours desquelles périt en 415 la philosophe Hypatie, victime d'un lynchage. 
Proche de l'orthodoxie et hostile au monophysisme, elle fait condamner Nestorius. En 421, elle arrange le mariage de Théodose II avec la fille d'un rhéteur d'Athènes, prénommée Eudoxie, comme sa mère. Son influence décline alors rapidement au profit d'Eudoxie jusqu'en 433 lorsque l'exil d'Eudoxie, sur des accusations mensongères d'adultère, lui permet de reprendre toute sa place à la cour même si son frère est en fait sous l'influence des eunuques impériaux, en particulier de Chrysaphios.
À la mort accidentelle de Théodose II, d'une chute de cheval, Pulchérie monte sur le trône et épouse, avec le soutien d'Aspar, afin d'avoir un appui militaire, un vieil officier thrace appelé Marcien, qui règne avec elle. Marcien se révèle être un excellent administrateur et diplomate. Pulchérie meurt le 11 novembre 453.
Elle a fondé le monastère de la Panaghia Hodigitria à Constantinople. Elle est, avec son mari, reconnue comme sainte par l'Église orthodoxe et l'Église catholique. Elle est fêtée le 10 septembre.

## Dans la culture
En 1672, Corneille écrit Pulchérie, comédie-héroïque s'inspirant de la fin de la vie de l'impératrice et de son mariage avec Marcien. Outre les différents hagiographes, on peut consulter sur Pulchérie sa Vie, écrite par le P. Contuccio Contucci, jésuite, Rome, 1754, et le tome 15 des Mémoires de Tillemont pour servir à l'Histoire ecclésiastique des six premiers siècles.